# Chhotaputki
Chhotaputki è una suddivisione dell'India, classificata come census town, di 6.693 abitanti, situata nel distretto di Dhanbad, nello stato federato del Jharkhand. In base al numero di abitanti la città rientra nella classe V (da 5.000 a 9.999 persone).

## Geografia fisica
La città è situata a 23° 45' 56 N e 86° 21' 29 E.

## Società

### Evoluzione demografica
Al censimento del 2001 la popolazione di Chhotaputki assommava a 6.693 persone, delle quali 3.653 maschi e 3.040 femmine. I bambini di età inferiore o uguale ai sei anni assommavano a 1.035, dei quali 526 maschi e 509 femmine. Infine, coloro che erano in grado di saper almeno leggere e scrivere erano 3.594, dei quali 2.311 maschi e 1.283 femmine.